# 成侯 (趙)
成侯（せいこう、生年不詳 - 紀元前350年）は、戦国時代の趙の君主。名は種。敬侯の子。紀元前375年、敬侯が死去すると、後を嗣いで趙侯となった。子に粛侯。
紀元前374年、公子勝が侯位を求めて起兵した。紀元前372年、大戊午を趙の宰相に任用した。衛を攻撃して、その郷邑73を奪った。魏軍に藺で敗れた。紀元前371年、秦と高安で戦って秦軍を撃破した。
紀元前370年、斉軍を鄄で攻撃した。魏軍の進攻を受けて懐で敗れた。鄭を攻め落としてその地を韓に与えた。その代わりに韓は長子を趙に割譲した。紀元前369年、魏を攻撃して湪沢で魏軍を撃破し、魏の恵王を包囲した。
紀元前368年、斉に進攻して、長城まで達した。韓とともに周を攻撃した。紀元前367年、韓とともに周を分割した。紀元前366年、斉と阿下で戦った。紀元前365年、衛を攻撃して、甄を奪った。
紀元前364年、秦が魏を攻撃すると、成侯は軍を石阿に送って魏を救援した。紀元前363年、秦が魏の少梁を攻撃すると、成侯は魏を救援した。
紀元前362年、魏軍に澮で敗れ、皮牢を奪われた。成侯は韓の昭侯と上党で会合した。紀元前361年、韓とともに秦を攻撃した。紀元前360年、魏を助けて斉を攻撃した。紀元前359年、韓や魏と晋を分割し、晋君を端氏に封じた。
紀元前358年、成侯は魏の恵王と葛孽で会見した。紀元前356年、斉の威王や宋公と平陸で会合し、燕の文公と阿で会合した。紀元前355年、魏が材木を贈ってきたため、それを使って檀台を作った。
紀元前354年、魏軍が侵攻してきて趙の邯鄲は包囲された。紀元前353年、魏軍が邯鄲を陥落させた。斉軍が邯鄲救援を名目に出兵し、桂陵の戦いで魏軍を撃破した。紀元前351年、魏の恵王が邯鄲を返還してきたため、成侯は漳水のほとりで盟を交わした。秦軍が趙の藺を攻撃してきた。
紀元前350年、成侯は死去した。在位25年。